# Міністерство закордонних справ Туреччини
Міністерство закордонних справ Туреччини (тур. Türkiye Cumhuriyeti Dışişleri Bakanlığı) — орган виконавчої влади Турецької республіки, відповідальний за проведення зовнішньої політики. Міністерство було засноване 2 травня 1920 року. Його основними завданнями є керування мережею дипломатичних представництв Туреччини по всьому світу, популяризація турецької культури, проведення переговорів щодо міжнародних договорів і угод, представництво країни в Організації Об'єднаних Націй.
Міністерство розташовується в столиці країни, місті Анкара. Станом на 2021 рік Туреччина мала 235 дипломатичних представництв за кордоном. Чинним міністром є Хакан Фідан, який займає цю посаду з 3 червня 2023 року.

## Структура

### Офіс міністра
Офіс міністра є найвищою ланкою в ієрархії міністерства та керує всією його діяльністю. У міністра закордонних справ є троє заступників, а також декілька радників.

### Відділи
- Відділ політичних справ — відповідає за розробку та впровадження зовнішньої політики Турецької республіки. Відділ аналізує політичні події, які відбуваються у світі, проводить дослідження та надає політичні консультації уряду країни.
- Відділ економічних справ — відповідає за просування економічних інтересів Туреччини за кордоном. Він працює над посиленням торгівлі та збільшенням інвестицій в національну економіку, покращенням економічних стосунків із іншими країнами та підтримкою турецького бізнесу за кордоном.
- Відділ з питань Європейського Союзу — відповідає за відносини Туреччини із ЄС, координує перемовини щодо вступу Туреччини до ЄС та моніторить зміни у законодавстві і політиці ЄС, які можуть вплинути на Туреччину.
- Відділ багасторонніх політичних справ — відповідає за участь Туреччини в роботі міжнародних організацій, таких як Організація Об'єднаних Націй, Організація з безпеки і співробітництва в Європі або Організація ісламського співробітництва.
- Відділ консульських справ — відповідає за надання консульських послуг громадянам Туреччини за кордоном та іноземцям в Туреччині. Він видає паспорти та візи, надає допомогу турецьким громадянам у складних ситуаціях та захищає права турецьких громадян за кордоном.
- Відділ культурних справ — відповідає за просування турецької культури та турецької мови за кордоном. Організовує культурні події, сприяє вивченню турецької мови за кордоном та сприяє академічному і культурному обміну з іншими країнами.
- Відділ протоколу — відповідає за організацію офіційних візитів іноземних лідерів та інших подій, які має організовувати міністерство. Також надає логістичну допомогу турецьким дипломатичним місіям за кордоном.
- Відділ закордонної промоції та публічної дипломатії — відповідає за просування позитивного іміджу Туреччини за кордоном та покращення відносин із громадськістю інших країн. Відділ проводить діяльність пов'язану із публічною дипломатією, керує турецькими культурними центрами за кордоном та координує із турецькими дипломатичними місіями за кордоном дії щодо публічної дипломатії.

### Місцеві відділення
Міністерство закордонних справ Туреччини міє місцеві відділи у таких містах:

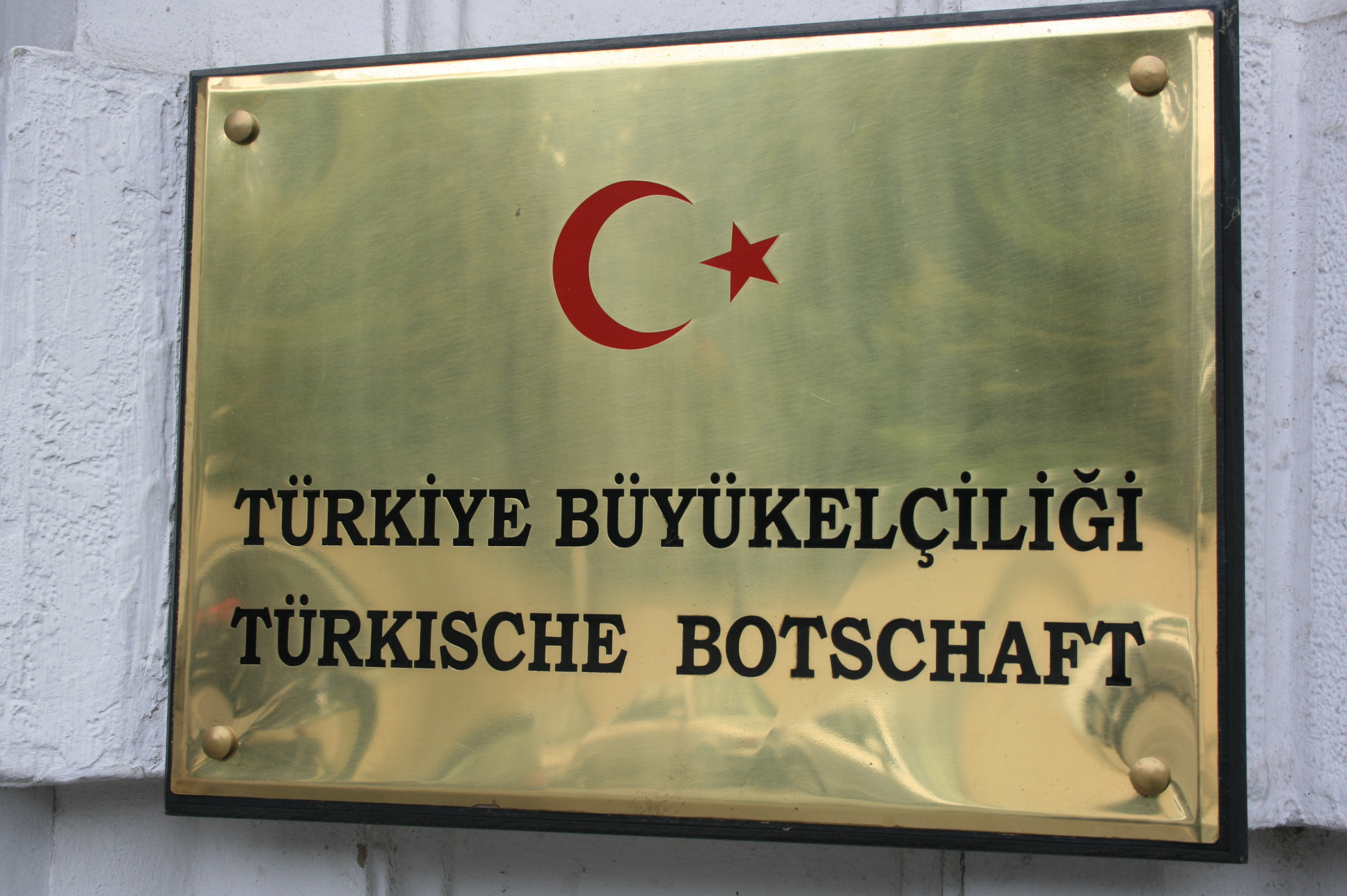
Вивіска Посольства Турецької Республіки у Відні

- Антак'я
- Анталія
- Газіантеп
- Діярбакир
- Едірне
- Ізмір
- Вивіска Посольства Турецької Республіки у ВідніСтамбул

## Критика

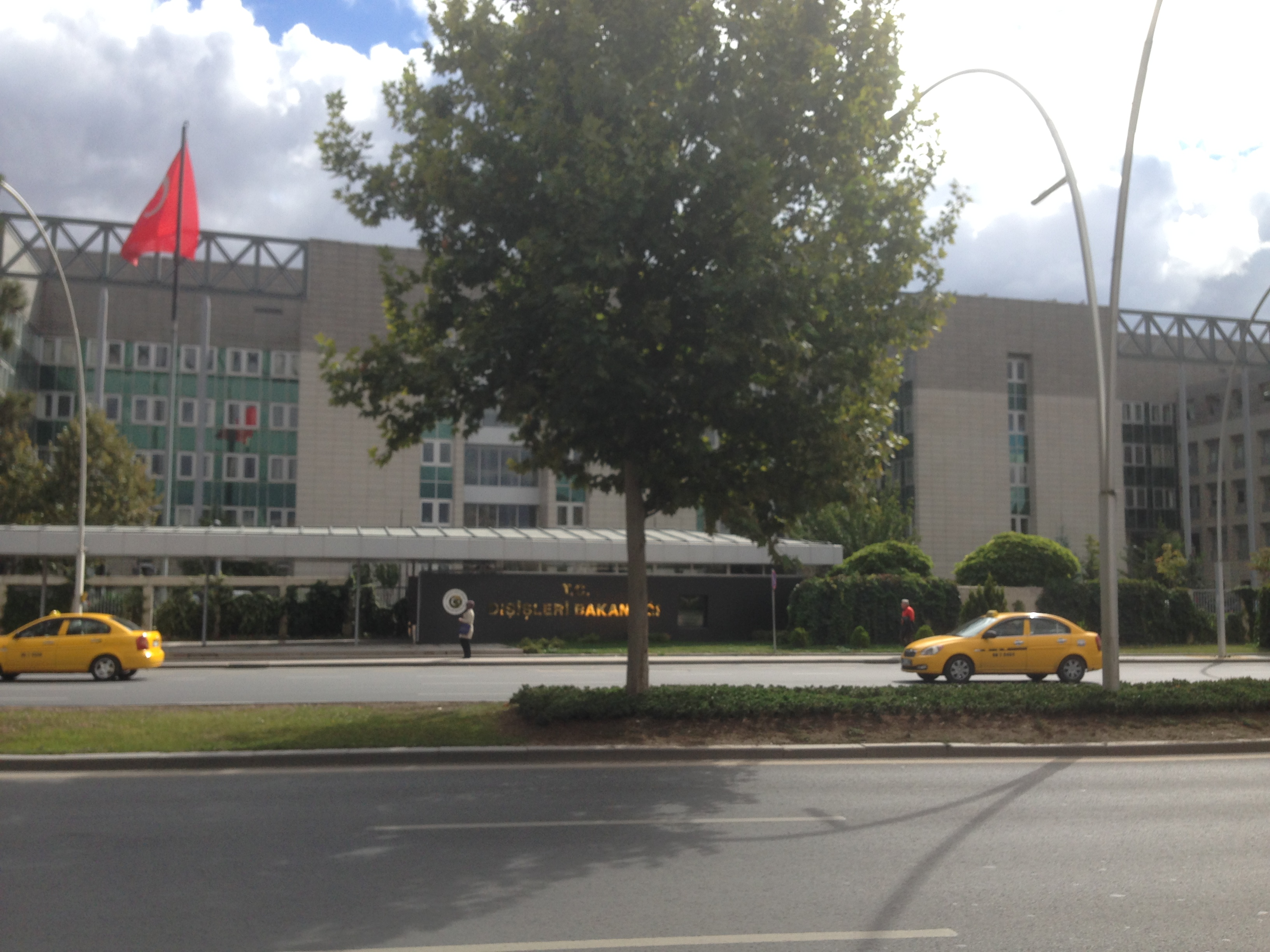
Головна службова будівля Міністерства закордонних справ

Міністерство закордонних справ Туреччини часто піддавалось критиці за ряд проблем, включаючи його дії пов'язані із громадянською війною в Сирії, його дипломатичні відносини з Ізраїлем та участь у порушеннях прав людини. Критики звинувачуюють міністерство в тому, що його політика стає все більш ізоляціоністською та авторитарною, замість того щоб просувати цінності демократії та прав людини за кордоном.
Крім того, часто лунають звинувачення у корупції та непотизмі: критики стверджують, що призначення і підвищення у міністерстві здійснюються враховуючи політичну лояльність кандидата, замість його професійних навичок.